# 森咲みちる
森咲 みちる（もりさき みちる、1994年7月25日 - ）は、日本のAV女優。LIGHT所属。長身、美脚、美尻の女優である。

## 略歴・人物
岡山県出身。2015年5月、アダルトビデオメーカー・アイデアポケットの専属女優としてデビュー。
2016年2月24日に、台湾の中時電子報に8頭身のAV女優として紹介された。
趣味・特技はカラオケ、車の運転。

## 出演作品

### アダルトDVD
※メーカーは全て「アイデアポケット」
2015年
- FIRST IMPRESSION 86（5月1日）
- 衝動的な性欲を抑えきれない美女の性交! 初顔射初3P解禁!（6月1日）
- ハメられた新人美女RQ（7月1日）
- DIGITAL CHANNEL DC 131（8月1日）
- タイトスカート塾講師（9月1日）
- 森咲みちる180分本指名 極上風俗4本番+ピンサロ（10月1日）
- 究極の尻フェチマニアックス（11月1日）
- 見つめ合って感じ合う情熱SEX（12月1日）

2016年
- 垂れ流しダダ漏れ女汁性交（1月1日）
- 田舎娘のお気楽SEX　1人旅 in 噂のヤリ島（2月1日）
- パイパン解禁! つるつる白桃マ●コ（3月1日）
- 月に一度の男優とのセックスを心から待ち侘びる森咲みちるが15日間のハメ禁オナ禁を解禁して挑む理性が吹き飛ぶ愛のない発情ケダモノSEX（4月1日）

### イメージDVD
- 森咲みちるはオレのカノジョ。（2015年9月25日、GARDEN）